# 保坂誠
保坂 誠（ほさか まこと、1910年10月28日 - 1996年6月14日）は、日本の実業家。中国・旧満洲遼陽出身。株式会社後楽園スタヂアム（現・東京ドーム）第7代社長、日本ボクシングコミッション（JBC）第4代コミッショナー。

## 経歴
- 1910年(明治43年)10月28日、中国・旧満洲遼陽に生まれる。

- 慶應義塾大学法学部卒業後、満洲中央銀行を経て、1950年(昭和25年)株式会社後楽園スタヂアム（現・東京ドーム）に入社。

- 1957年(昭和32年)取締役となり、1978年(昭和53年)に取締役社長に就任。

- 1980年(昭和55年)日本ボクシングコミッション第4代コミッショナーに就任。

- 1988年(昭和63年)には日本初の屋根付き多目的ドーム球場、東京ドームを完成させた。

- 1996年(平成8年)6月14日、85歳で死去。

初の屋根付き球場を建設した功績を称えられ、同年、野球殿堂より特別表彰を受ける。